# Вильямедьяна, Хуан де Тассис
Хуа́н де Та́ссис-и-Пера́льта, граф де Вильямедьяна (исп. Juan de Tassis (или Tarsis) y Peralta, II Conde de Villamediana, 1582, Лиссабон — 21 августа 1622, Мадрид) — испанский придворный, дипломат, поэт эпохи барокко, друг и сподвижник Гонгоры.
Сын Хуана де Тассиса-и-Акунья, испанского гранда итальянского происхождения, дипломатического порученца Филиппа III (от него к сыну перешел и титул Главного курьера Испании). Получил блестящее домашнее образование. В 1611—1617 жил в Италии. По возвращении прославился колкими эпиграммами на первых лиц испанского двора (герцог Лерма и др.). Был под наблюдением Инквизиции, подозревался в содомии. Недруги обвиняли его также в чрезмерной близости к юной Изабелле Бурбонской. Убит при неясных обстоятельствах: среди возможных заказчиков убийства называют короля Филиппа IV и графа-герцога де Оливареса. Позднее, в XIX в., это загадочное убийство стало темой нескольких народных романсов, а затем — исторических драм и романов (Х.Дисента и др.).
Переводил стихи Марино и Камоэнса. Сборник стихотворений и поэм Вильямедьяны был издан лишь после его смерти, в Сарагосе (1629). Его поэзию по достоинству оценили только в XX в. — Федерико Гарсиа Лорка, Пабло Неруда, Хосе Лесама Лима, Октавио Пас, Луис Росалес, Пере Жимферрер и др.

## Публикации на русском языке
- [Стихотворения]// Испанская классическая эпиграмма. М.: Художественная литература, 1970
- Поэзия испанского Возрождения. М.., 1990. С. 432-446.
- [Стихотворения]// Поэзия испанского барокко. СПб.: Наука, 2006, с.420-447.